# Semois
Semois (pro část na francouzském území se používá pravopis Semoy; německy Sesbach, valonsky Simwès) je řeka na pomezí Belgie (provincie Lucemburk a Namur) a Francie (Champagne-Ardenne). Je dlouhá 210 km a teče přibližně západním směrem.

## Průběh toku
Pramení v belgickém městě Arlonu ve Valonsku a protéká oblastí Gaume a Arden. Na jejím toku leží obce Chiny, Florenville, Herbeumont, Bouillon (včetně vesnic Dohan a Poupehan) a Vresse-sur-Semois. Poté vtéká do Francie v obci Les Hautes-Rivières. Vlévá se do Mázy v obci Monthermé na francouzském území.

## Historie
Název řeky vznikl z germánských slov sach (hrot, špička, nůž) a mari (voda), tedy „voda (řeka) s kameny ostrými jako nože“. V minulosti se název řeky objevoval v těchto podobách: Sesomiris (644), Sesmarus (950), Sesmoys (1104), Semoir (1244).

## Externí odkazy

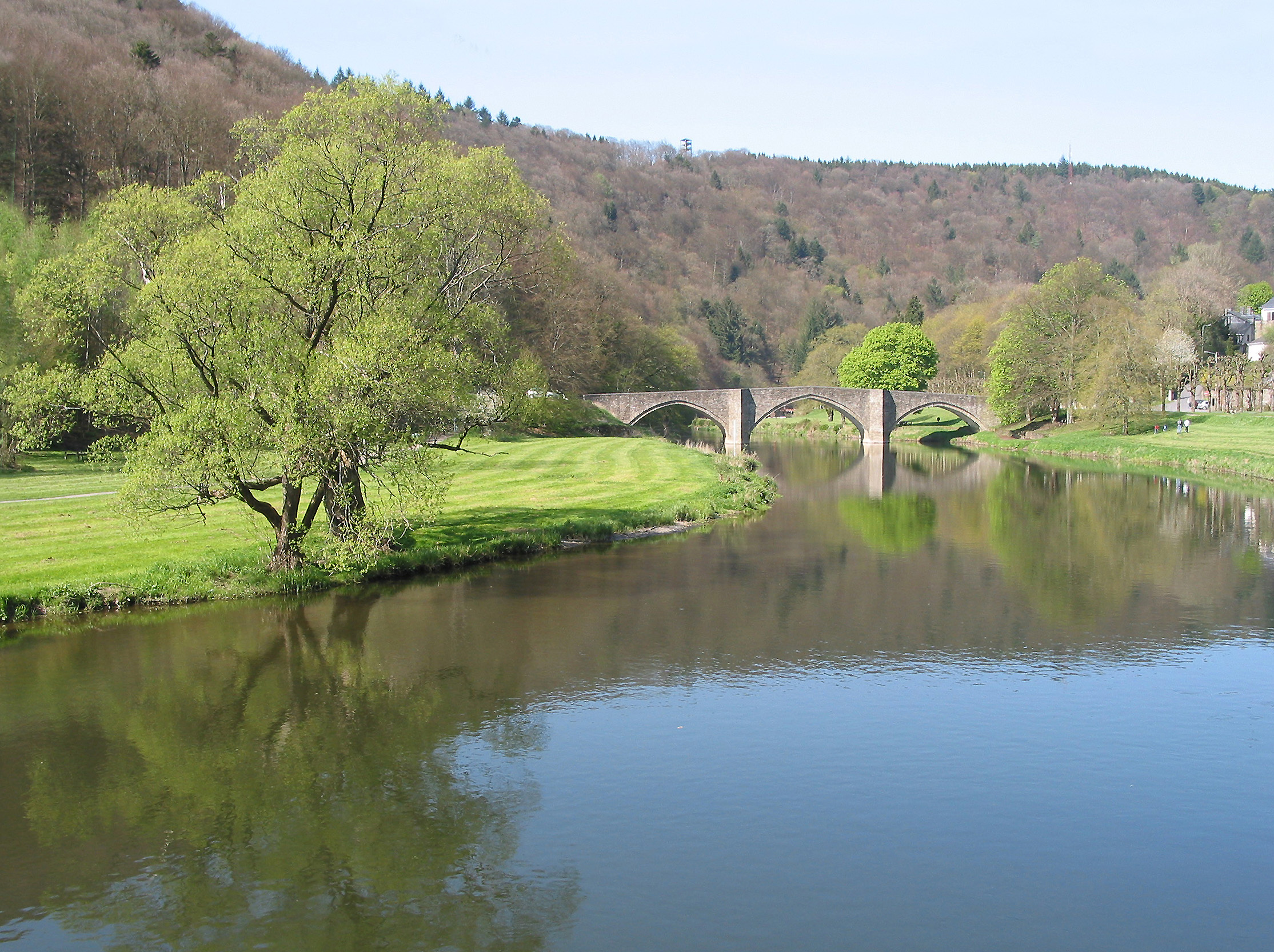
Řeka Semois u Bouillonu